# Liste von Persönlichkeiten der Stadt Czernowitz
Diese Liste enthält in Czernowitz geborene sowie zeitweise hier lebende sowie für die Stadt wichtige Persönlichkeiten. Die Liste erhebt keinen Anspruch auf Vollständigkeit.

## Ehrenbürger
In alphabetischer Reihenfolge
- Oktavian Regner von Bleyleben (1866–1945), Verwaltungsjurist[1]
- Valeriu Braniște (1869–1928), Publizist, Ehrenmitglied der Rumänischen Akademie
- Josef Burg (1912–2009), jiddischer Schriftsteller
- Nikolaus von Flondor (1872–1948), dreimaliger Bürgermeister, Staatssekretär, Parlamentarier Großrumäniens
- Anton Norst (1859–1939), Herausgeber der Czernowitzer Zeitung, Universitätssekretär und langjähriges Mitglied des Gemeinderats
- Basil von Repta (1842–1926), griechisch-orthodoxer Theologe, Rektor der Franz-Josephs-Universität, Parlamentarier
- Franz Freiherr von Schmück (1797–1862), Landespräsident der Bukowina, sodann Präsident des mährisch-schlesischen Oberlandesgerichts
- Karl von Stremayr (1823–1904), österreichischer Minister und Ministerpräsident
- Constantin Tomaszczuk (1840–1889), Gründungsrektor der Franz-Josephs-Universität
- Ferdinand von Zieglauer (1829–1906), Historiker, Rektor der Franz-Josephs-Universität

## Söhne und Töchter der Stadt

### 1701–1880
- Karl Bernhard von Hietzinger (1786–1864), österreichischer Verwaltungsbeamter
- Wilhelm von Lebzeltern (1787–1869), österreichischer Feldzeugmeister
- Karol Mikuli (1819–1897), polnisch-armenischer Pianist und Komponist, Schüler von Frédéric Chopin
- Jakob von Simonowicz (1827–1905), österreichischer Richter und Abgeordneter
- Carl von Borkowski (1829–1905), österreichischer Architekt, Chefarchitekt des Wiener Cottage Vereins
- Basil Mitrofanowicz (1831–1888), griechisch-orthodoxer Theologe, Rektor der k.k. Franz-Josephs-Universität
- Isidor Worobkiewicz (1836–1903), österreichischer Dichter und Komponist
- Ladislaus Boguslawski (1847–1896), österreichischer Architekt
- Felix von Brewer-Fürth (1847–1918), österreichischer Offizier, Politiker und Bürgermeister von Czernowitz
- Johann von Mikulicz (1850–1905), deutsch-polnisch-österreichischer Chirurg
- Emilian Wojucki (1850–1920), rumänischer griechisch-orientalischer Moraltheologe und Priester
- Victor von Röll (1852–1922), österreichischer Ministerialbeamter, Publizist
- Viktor Fiala (1855–1921), österreichischer Architekt
- Emil Paur (1855–1932), österreichischer Dirigent und Komponist
- Valerian von Mikulicz (1855–1910), österreichischer General und Militärhistoriker
- Rosa Welt-Straus (1856–1938), österreichische Ärztin, Vereinsfunktionärin, Suffragette und Feministin
- Eusebius Mandyczewski (1857–1929), Musikwissenschaftler und Komponist, Archivar der Gesellschaft der Musikfreunde in Wien
- Eugen Ehrlich (1862–1922), österreichischer Rechtssoziologe
- Georg Marco (1863–1923), österreichischer Schachmeister und Autor
- Ludwig Rottenberg (1864–1932), österreichisch-deutscher Dirigent und Komponist
- Raimund Friedrich Kaindl (1866–1930), altösterreichischer Historiker und Ethnologe
- Adolf Deutsch, geboren als Abraham Deutsch (1867–1943), Arzt und Freimaurer, Opfer des Nationalsozialismus
- Augusta Kochanowska, (1868–1927), Autorin, Buchillustratorin, Ethnografin, Malerin und Restauratorin.
- Stefanie von Turetzki (1868–1929), Gründerin des 1. Mädchenlyzeums in der k.u.k. Monarchie in Czernowitz
- Mayer Ebner (1872–1955), zionistischer Politiker und Journalist
- Filomena Lopatynska (1873–1940), sowjetisch-ukrainische Schauspielerin und Opernsängerin
- Marie Holzer (1874–1924), österreichische Schriftstellerin und Journalistin
- Oskar Laske (1874–1951), österreichischer Architekt und Maler
- Maria Forescu (1875–1947), österreichische Operettensängerin und Filmschauspielerin
- Leonard Wintorowski (1875–1927), Porträt- und Genremaler
- John Eberson (1875–1954), amerikanischer Architekt
- Walther Rode (1876–1934), Schriftsteller, Rechtsanwalt
- Josef Fuglewicz (1876–1972), Ingenieur, 1928–1946 Professor für Bergbau in Leoben.
- Adalbert Gregor (1878–1971), deutscher Psychiater
- Isidor Demant (1880–1953), österreichischer Architekt, Maler und Beamter
- Elieser Steinbarg (1880–1932), jüdischer Schriftsteller, der in jiddischer Sprache schrieb

### 1881–1900
- Otakar Hřímalý (1883–1945), tschechischer Komponist
- Max Reiner (1883–1944), österreichisch-deutscher Journalist
- Beatrice Sutter-Kottlar (1883–1935), österreichische Sopranistin und Gesangslehrerin
- Karl Ewald Olszewski (1884–1965), deutscher Maler, bekannt geworden als „Vogelmaler“
- Ernst Supan (1884–1966), deutscher Architekt und Stadtplaner
- Friedrich Zelnik (1885–1950), Regisseur
- Friedrich Kettner (1886–1957) eigentlich Friedrich Katz, österreichisch-amerikanischer Philosoph, Begründer des Ethischen Seminars an der Universität Czernowitz
- Rudolf Kommer (1886–1943), österreichischer Journalist, Geheimdienstagent und Impresario
- Markus Reiner (1886–1976), österreichisch-israelischer Ingenieur, Pionier der Rheologie
- Joseph Gregor (1888–1960), österreichischer Theaterwissenschaftler und Librettist
- Leon Abramowicz (1889–1978), österreichischer Maler
- Kaspar Blond (1889–1964), österreichischer Chirurg und Proktologe
- Friedrich Kiesler (1890–1965), österreichisch-amerikanischer Architekt und Visionär
- Gusti Jirku (1892–1978), Schriftstellerin und Übersetzerin
- Roman Smal-Stozkyj (1893–1969), Linguist, Hochschullehrer und Botschafter
- Salomon Adler-Rudel (1894–1975), Sozialpolitiker und Pionier jüdischer Sozialarbeit
- Viorica Ursuleac (1894–1985), rumänische Opernsängerin (dramatischer Sopran)
- Ninon Ausländer (1895–1966), Kunsthistorikerin und Ehefrau von Hermann Hesse
- Martin Flinker (1895–1986), österreichischer Buchhändler, Verleger, Schriftsteller und Literaturkritiker
- Charles K. Bliss (1897–1985), Erfinder der Bliss-Symbole
- Adelgard Perkmann (1897–1946), Volkskundlerin
- Bernhard Reder (1897–1963), österreichisch-tschechisch-US-amerikanischer Bildhauer, Maler und Architekt
- Zoë Wassilko von Serecki (1897–1978), österreichische Astrologin und Parapsychologin
- Bruno Skrehunetz (1898–1978), Journalist
- Georg Drozdowski (1899–1987), Journalist, Schriftsteller, Übersetzer und Schauspieler
- Marianne Vincent (1900–1988), Schauspielerin, Schriftstellerin

### 1901–1930
- Rose Ausländer (1901–1988), deutsch- und englischsprachige Lyrikerin
- Itzig Manger (1901–1969), jüdischer Schriftsteller, der in jiddischer Sprache schrieb
- Sylvia Balter (1902–1993), österreichische Bibliothekarin und Germanistin
- Else Cross (1902–1987), österreichisch-englische Pianistin und Musikpädagogin
- James Kok (1902–1976), rumänischer Musiker
- Walter Lennig (1902–1968), deutscher Kulturjournalist und Biograf
- Klara Blum (1904–1971), deutschsprachige, jüdische, chinesische Schriftstellerin
- Max Balter (1905–1960), österreichischer Schauspieler
- Erwin Chargaff (1905–2002), Biochemiker
- Maximilien Rubel (1905–1996), französischer Soziologe und Rätekommunist
- Alfred Kittner (1906–1991), deutschsprachiger Schriftsteller
- Antonie Lehr (1907–1997), österreichische Widerstandskämpferin und KPÖ-Funktionärin
- Iryna Wilde (1907–1982), Schriftstellerin
- Josef Ginsburg (1908–1990), österreichischer Journalist
- Jan Tschernjak (1909–1995), sowjetischer Spion
- Eduard Linkers (1912–2004), österreichischer Schauspieler
- Michail Prodan (1912–2002), Forstwissenschaftler
- Sidi Thal (1912–1983), österreichisch-ukrainische Sängerin und Schauspielerin
- Etty Gingold (1913–2001), rumänische Widerstandskämpferin gegen den Nationalsozialismus
- Julius Wolfenhaut (1913–2010), rumänisch-russisch-deutscher Ingenieur, Lehrer und Autor
- Gregor von Rezzori (1914–1998), Schriftsteller und Journalist
- Ferry Bauer (1916–2010), österreichischer Regisseur, Schauspieler und langjähriger Leiter der Literatur- und Hörspielabteilung im ORF-Landesstudio Oberösterreich
- Hedwig Brenner (1918–2017), israelische Lexikografin und Schriftstellerin
- Stefan Baretzki (1919–1988), SS-Rottenführer im Konzentrationslager Auschwitz
- Roman Vlad (1919–2013), Komponist, Pianist, Musikwissenschaftler
- Paul Celan (1920–1970), rumänischer deutschsprachiger Lyriker
- Alfred Gong (1920–1981), deutschsprachiger Schriftsteller
- Lazar Steinmetz (1920–2013), Übersetzer und deutschsprachiger Schriftsteller
- James Immanuel Weissglas (1920–1979), Übersetzer und Lyriker
- Moshe Schnitzer (1921–2007), israelischer Diamantenhändler, Präsident der Israel Diamond Exchange
- Else Keren (1924–1995), deutschsprachige jüdische Autorin und Holocaust-Überlebende
- Selma Meerbaum-Eisinger (1924–1942), rumänische deutschsprachige Dichterin
- Ilana Shmueli (1924–2011), israelische Schriftstellerin
- Zvi Yavetz (1925–2013), israelischer Althistoriker
- Mordkhe Schaechter (1927–2007), US-amerikanischer Jiddist
- Hans Noë (1928–2025), US-amerikanischer Architekt und Bildhauer
- Joseph Moiseevich Elgiser (1929–2014), Komponist, Pädagoge und Pianist
- Ingrid Nargang (1929–2019), österreichische Juristin und Zeithistorikerin
- Irma Glicman Adelman (1930–2017), US-amerikanische Wirtschaftswissenschaftlerin und Hochschullehrerin
- Frederick Andermann (1930–2019), kanadischer Neurologe und Epileptologe
- Erich Goldhagen (1930–2024), polnisch-kanadischer Historiker
- Richard M. Weiner (1930–2020), rumänisch-deutscher theoretischer Physiker
- Teodolius Witkowski (1930–2018), deutscher Slawist und Onomastiker

### 1931–2000
- Aharon Appelfeld (1932–2018), israelischer Schriftsteller
- Oleh Pantschuk (1932–2022), ukrainischer Chemiker
- Eduard Ignatovicz (* 1933), Radrennfahrer im Nationalteam Österreich[2]
- Benjamin Navon (* 1933), israelischer Diplomat, Gesandter an der israelischen Botschaft in Washington, D.C. und Botschafter Israels in Deutschland
- Igor B. Dawid (1935–2024), Chemiker und Biochemiker
- Elena Leuștean (1935–2008), rumänische Kunstturnerin
- Helmut Remschmidt (* 1938), deutscher Psychiater
- Mojsej Fischbejn (1946–2020), Dichter und Übersetzer
- Erwin Lutwak (* 1946), amerikanischer Mathematiker
- David Vyssoki (* 1948), österreichischer Psychiater
- Moisej Bazijan (* 1949), Schauspieler
- Karl Nemeczek (1950–2021), Trompeter und Musikpädagoge
- Natalija Sarudna (* 1950), ukrainische Diplomatin
- Wolodymyr Melnykow (* 1951), ukrainischer Schriftsteller, Dichter und Komponist
- Alexander Tarakhovsky (* 1955), ukrainisch-US-amerikanischer Professor für Immunologie, Virologie und Mikrobiologie
- Juli-Joel Edelstein (* 1958), Sprecher des israelischen Parlaments
- Tamara Poljakowa (* 1960), Radrennfahrerin
- Valerij Savko (1967–2012), russischer Handballspieler
- Alexander Shnaider (* 1968), kanadischer Geschäftsmann
- Mark Ivanir (* 1968), israelischer Schauspieler und Synchronsprecher
- Oleksandr Bojtschenko (* 1970), Schriftsteller
- Arsenij Jazenjuk (* 1974), ukrainischer Ministerpräsident
- Oksana Prodan (* 1974), ukrainischer Unternehmerin und Politikerin
- Ljubym Kohan (* 1975), ukrainischer Skispringer
- Tetjana Schynkarenko (* 1978), ukrainische Handballspielerin
- Pawlo Petrenko (* 1979), ukrainischer Justizminister
- Alina Gross (* 1980), deutsch-jüdische Fotografin und experimentelle Künstlerin
- Franz von Strolchen (* 1981), österreichischer Theaterregisseur
- Mila Kunis (* 1983), US-amerikanische Schauspielerin
- Tayanna (* 1984), Sängerin, Schauspielerin und Komponistin
- Dimitri Chpakov (* 1989), deutscher Rapper, bekannt als SpongeBOZZ und Sun Diego
- Olena Krawazka (* 1992), Säbelfechterin
- Nadeschda Belawzewa (* 1993), Rhythmische Sportgymnastin
- Marija Jaremtschuk (* 1993), Sängerin
- Evgenia Lopata (* 1994), Kulturmanagerin und Übersetzerin

## Personen mit Beziehung zur Stadt
- Mosche Altman (1890–1981), jiddischer Schriftsteller, lebte und starb in Czernowitz
- Hermann Bahr (1863–1934), Autor von Erinnere dich an Czernowitz!, 1975
- Lothar Baier (1942–2004), Autor von Stadt des Sprachenstreits. 1995
- Margit Bartfeld-Feller, Autorin von Czernowitz, nur ein Traum!, 2002
- Ruth Beckermann (* 1952), Autorin von Erdbeeren in Czernowicz, 1985
- Józef Bilczewski (1860–1923) Erzbischof von Lwiw, Mitglied der Studentenverbindung Frankonia-Czernowitz
- Kurt Blaukopf (1914–1999), Autor von Meine Geburtsstadt und ihr Theater.
- Antonin Borovec, auch Anton Borowetz (1870–1925), tschechoslowakischer Diplomat in Czernowitz, Begründer des „Sozial innovativen Konzeptes für Witwen und Waisen“
- Johanna Brucker (1917–2002) Schriftstellerin, Lyrikerin, Dichterin von Deutsches Haus, 1990
- Otto Brusatti (* 1948), Autor von Apropos Czernowitz, 1990
- Martin Buber, ein sog. „Wahl-Galizier“, hielt am 7. April 1939 im Czernowitzer Jüdischen Haus einen Vortrag über die „Nationale Erziehung“
- Josef Burg (1912–2009), auf Jiddisch schreibender Erzähler, lebte den größten Teil seines Lebens in Czernowitz
- Raban von Canstein (1845–1911), Jurist, Mitglied des akademischen Senats
- Andrei Corbea-Hoișie (* 1951), Verfasser von Czernowicz, mon amour! 2002
- Max Diamant, Autor von Beim Plastiker Opanas Schewtschukewicz, 1932
- Mihai Eminescu (1850–1889), rumänischer Nationalschriftsteller, besuchte die rumänische Schule in Czernowitz
- Osyp Jurij Fed'kovyc (1834–1888), auch Fedkovicz, Gedicht Am Tscheremusch, wieder veröffentlicht 1985
- Mojsej Fischbejn, Moses Fishbein, Moysey Fišbejn, Autor von Paul Celan zum Gedenken. Auf Ukrainisch 1996, auf Deutsch 2004
- Robert Flinker (1906–1945), deutschsprachiger Arzt und Schriftsteller.
- Karl Emil Franzos (1848–1904), Schriftsteller und Publizist, wuchs in Czernowitz auf und setzte mit Die Juden von Barnow (1905) dem jüdischen Ghetto ein literarisches Denkmal
- Marie Fürstin Gagarin (1904–1993), beschreibt in ihren Erinnerungen Blond war der Weizen der Ukraine ausführlich Czernowitz
- Gala Galaction, eigentlich Grigore Pisculescu (1879–1961), Schriftsteller
- Leopold Gegenbauer (1849–1903), Mathematiker
- Josef von Geitler (1870–1923), Physiker
- Alois Golbacher (1837–1924), Altphilologe
- Veit Graber (1844–1892), Entomologe und Zoologe Österreich-Ungarns
- Nora Gray (1929–2011), Lyrikerin, Autorin von Czernowicz ist überall.
- Hans Gross (1847–1915), Kriminologe
- Otto von Habsburg (1912–2011), 1978 Hauptredner beim Hundertjährigen Jubiläum der Universität Czernowitz (im Exil in Linz, von der Landsmannschaft der Buchenlanddeutschen), erster eigener Besuch vor Ort 2007
- Martin A. Hainz (* 1974), Literaturwissenschaftler
- Alois Handl (1837–1915), Physiker
- Stefan Hantel (* 1968), deutscher Musikproduzent
- Georg Heinzen, Autor von Wo die Hunde die Namen olympischer Götter tragen, (d. i. Czernowitz) 1991
- Franz Herbig (1791–1865), österreichischer Arzt und Botaniker
- Isidor Hilberg (1852–1919), Psychologe, später Rektor der Universität
- Carl Hiller (1846–1912), Jurist
- Nicolae Iorga (1871–1940), Verfasser von Czernowitz über das jüdische Czernowitz. Aus dem Rumänischen 1998
- Mykola Iwasjuk (1865–1937), Maler und Grafiker
- Emil Kałużniacki (1845–1914), Slawist
- David Kaufmann (1852–1899), Historiker, Theologe
- Leon Kellner (1859–1928), Anglist
- Else Keren (1924–1995), Dichterin von Czernowitz, 1983
- Anton Keschmann (1870–1947), Bezirkshauptmann und Abgeordneter zum Reichsrat, setzte sich für die Vertriebenen aus der Bukowina ein; später Senatspräsident des österreichischen Verwaltungsgerichtshofes
- Friedrich F.G. Kleinwächter (1877–1959), Jurist, studierte in Czernowitz
- Friedrich von Kleinwächter (1838–1927), Nationalökonom, lehrte in Czernowitz
- Alfred Klug (1883–1944), Germanist
- Olha Kobyljanska (1863–1942), ukrainische Schriftstellerin, lebte seit 1891 in Czernowitz
- Arthur Kolnik (1890–1972), Illustrator und Maler
- Vasyl Koželanko (* 1957), Autor von Eine Stadt, in der die Straßen mit Rosensträuchern gefegt werden. Ukrainisch und Deutsch 2004
- Karl Kraus, schrieb über Czernowitz in Aus Redaktion und Irrenhaus, Die Fackel 30. Jg. Juni 1928 S. 781–786
- Johannes Kromayer (1859–1934), Historiker
- Johann Loserth (1846–1936), Historiker
- Sophia Majdans'ka, geb. 1948, Autorin von Die dankbare Bukowina, in Ukrainisch 1999, in Deutsch 2004
- Ossyp Makowej (1867–1925), Ukrainist und Chefredakteur der Bukowyna
- Alfred Margul-Sperber (1898–1967), deutschsprachiger Schriftsteller und Übersetzer
- Anton Marty (1847–1914), Philosoph
- Jacob Melzer (* 1922), Autor von Das neue Regime[3]
- Philipp Menczel 1872–1941 (USA), Rechtsanwalt, Journalist, Herausgeber einer Zeitung, Autor von Die Dreiländerecke bei Czernowitz und Das Land und seine Menschen, 1932
- Andreas Mikulicz (1806–1881), Architekt (plante gemeinsam mit A. Marin das Czernowitzer Rathaus)
- Basil Mitrofanowicz (1831–1888), Theologe
- Hermann Mittelmann (1869–1916), Reiseschriftsteller, Autor von Die Landeshauptstadt Czernowitz, 1907/08
- Anton Norst (1859–1939), Ehrenbürger von Czernowitz, Kommunalpolitiker und Journalist
- Johann Georg Obrist (1843–1901), Dichter, Philosoph, Mitherausgeber der Buchenblätter
- Josip Plemelj (1873–1967), Mathematiker
- Igor Pomerancev, Igor Jakovljevič Pomerancev (* 1948), Autor von Kindheit in Czernowitz, in Russisch 1985, in Deutsch 2004
- Friedrich Poppenberger (1904–1992), Rechtsanwalt und Journalist, Verantwortlicher Redakteur der Czernowitzer Deutschen Tagespost
- Constantin Popowicz/Popovici (1863–1917), orth. Kirchenrechtler
- Eusebius Popowicz/Popovici (1890–1929), Kirchenhistoriker
- Franz Porubsky (1880–1934), Autor von Die Hochzeit von Kalyczanka, Czernowitz 1905[4]
- Richard Pribram (1847–1928), Chemiker
- Wilhelm Reich (1897–1957), Psychoanalytiker und Sexualforscher, geb. in Dobzau, ging in Czernowitz zur Schule
- Eduard Reiss (1850–1907), Bürgermeister, erster jüdischer Bürgermeister einer österreichischen Landeshauptstadt
- Moses Rosenkranz (1904–2003), deutschsprachiger Dichter
- Reuven Rubin (1893–1974), israelischer Maler und erster israelischer Botschafter in Rumänien
- Arthur Rubinstein, Autor von Konzert in Czernowitz, 1973
- Josef Norbert Rudel, Yôsēf N. Rûdel
- Petro Rychlo (* 1950), Germanist und Literaturwissenschaftler
- Leopold von Sacher-Masoch, Autor von Der Besuch beim Wunderrabbi von Sadagora, 1989
- Dmytro Sahul (1890–1944), ukrainischer Dichter
- Beyle Schaechter-Gottesman (1920–2013), Autorin jiddischer Gedichte und Liedtexte, geb. in Wien, lebte und überlebte in Cernowitz, 1951 Übersiedlung nach New York, dort führend, auch als Interpretin, bei der Bewahrung, Erneuerung und Wiederauferstehung der jiddischen Kultur
- Joseph Victor von Scheffel, Autor von Zur Eröffnung der „Francisco-Josephina“, der deutschsprachigen Nationalitäten-Universität Czernowitz, 1875
- Joseph Schmidt (1904–1942), Sänger (Tenor), geboren im nahen Dawideny
- Ludwig Schiffner (1845–1909), Jurist
- Karl Schlögel, Autor von Czernowitz: Grenzüberschreitungen. Annäherungen an eine ferne nahe Stadt, 1991
- Friedrich Schuler-Libloy (1827–1900), Jurist
- Joseph Schumpeter (1883–1950), Volkswirtschaftler und Finanzminister, 1909–1911 Professor in Czernowitz
- Edith Silbermann (1921–2008) Übersetzerin, Autorin von Eierbriketts für Tante Dela, 2003
- Ludwig Adolf Staufe-Simiginowicz (1832–1897), erster autochthoner deutschsprachiger Dichter der Bukowina
- Wilhelm Stekel (1868–1940), Psychoanalytiker und Sexualforscher, geboren in Bojan, Bukowina, wuchs in Czernowitz auf und besuchte das Gymnasium
- Alexander Supan (1847–1920), österreichischer Geograph
- Eduard Tangl (1848–1905), Botaniker
- Constantin Tomaszczuk (1840–1889), Gründungsrektor der Universität Czernowitz
- Ernst Trost (1933–2015), Autor von K. und k. im Schatten des Kremls, 1984 (über Czernowitz in den 1970er Jahren, mit Rückblicken auf die k. und k. Vergangenheit)
- Demeter von Tuschinski (1870 – nach 1950), k.u.k. Erster Staatsanwalt, ab 1925 Oberlandesgerichtspräsident
- Friedrich Heinrich Vering (1833–1896), Jurist
- Richard Wahle (1857–1935), Philosoph
- Freiherr Alexander Wassilko von Serecki (1827–1893), langjähriger Landeshauptmann der Bukowina, Abgeordneter des Landtags sowie des Herrenhauses, Besitzer des Wassilkopalais in der Herrengasse
- Graf Georg Wassilko von Serecki (1864–1940), langjähriger Landeshauptmann der Bukowina, Abgeordneter des Landtags, des Reichstags sowie des Herrenhauses, Besitzer des Wassilkopalais in der Herrengasse
- Viktor Graf Wassilko von Serecki (1872–1934), Exarch und rumänisch-orthodoxer Archidiakons, nach seiner Emeritierung Pfarrer für die Spitäler in Czernowitz
- Nikolaus Ritter von Wassilko (1868–1924), österreichischer, später ukrainischer Politiker und Großgrundbesitzer rumänischer Herkunft
- Anton Wassmuth (1844–1927), Mathematiker
- Hugo Weczerka (1930–2021), Historiker; forschte und publizierte über Czernowitz
- Léon d’Ymbault (1700–1781), letzter moldauischer Bürgermeister von Czernowitz
- Ferdinand Zieglauer von Blumenthal (1829–1906), Historiker